# Incasemidalis meinanderi
Incasemidalis meinanderi är en insektsart som beskrevs av Adams 1973. Incasemidalis meinanderi ingår i släktet Incasemidalis och familjen vaxsländor. Inga underarter finns listade i Catalogue of Life.